# カーネル・ソフト・エンジニアリング
株式会社カーネル・ソフト・エンジニアリング（Kernel Software Engineering,Inc）は、自動車産業を中心とした組込みシステムやビジネスシステム・エンジニアリングシステム開発を柱として事業展開する。本社を名古屋に置く。
カーネルITグループ傘下で、カーネルコンセプトの完全子会社。

## 沿革
- 1985年 - （株）カーネルコンセプト設立
- 1987年 - 本社ビル竣工
- 1992年 - （株）カーネル・ソフト・エンジニアリング設立、カーネルコンセプトの技術員はカーネル・ソフト・エンジニアリングへ転籍
- 1996年 - 東京SSC開設
- 2000年 - カーネルキャリアスクール設立
- 2006年 - 名駅SSC開設
- 2007年 - 福岡SSC開設
- 2012年 - Kernel Philippins, Inc.設立 マニラオフィス開設
- 2021年 - 名駅SSCを移転し名古屋SSCに名称変更、刈谷SSC開設
- 2022年 - カーネルITグループ 刈谷TTC(テクニカルトレーニングセンター)開設。(株)カーネルエレクトロニクス設立。
- 2023年 - 名古屋那古野SSC開設
- 2025年 - 東京SSCを太陽生命品川ビルへ移転。大阪SSC開設

## 関連会社
- 株式会社カーネルコンセプト
- Kernel Philippins, Inc.
- 株式会社カーネルエレクトロニクス